# Петрос Браилас-Арменис
Петрос Браилас-Арменис е гръцки политик и философ.
Присъства при подписването на Берлинския договор като представител на Гърция.
Дипломатическа кариера
- 1867-1878: посланик в Санкт Петербург, Париж и Лондон
- 1879-1880: представител на Гърция в Истанбул с мисия да установи новите граници между Гърция и Османската империя.